# Felix Sandström
Felix Sandström, född 12 januari 1997 i Gävle, är en svensk ishockeymålvakt. Säsongen 2016/17 hade han i snitt 90,80% i räddningsprocent och spelade 22 matcher.